# Lepidium
Lepidium là chi thực vật có hoa trong họ Cải.